# Инсайт (фильм, 2015)
«Инсайт» — российский фильм 2015 года режиссёра Александра Котта.

## Аннотация
Павел Зуев внезапно теряет зрение и учится жить с нуля. Ему пытается помочь замужняя медсестра.

## В ролях
- Александр Яценко — Павел Зуев
- Агриппина Стеклова — Надежда, медсестра
- Андрей Бильжо — врач

## Награды
- Премия «Ника» за лучшую мужскую роль — Александру Яценко
- Фестиваль «Амурская осень» в Благовещенске — приз за лучшую женскую роль — Агриппине Стекловой[1]
- XXIII Фестиваль российского кино (Festival du Cinema Russe) в Онфлёре — приз Франсуа Шале за лучший сценарий — Александру Котту[2]
- XXI Международный фестиваль фильмов о правах человека «Сталкер» в Москве — приз за лучший сценарий им. Валерия Фрида — Александру Котту[3]
- 16-й Международный кинофестиваль стран Центральной и Восточной Европы (goEast) в Висбадене — Главный приз «Золотая лилия»[4]
- Кинофестиваль «Виват кино России!» в Санкт-Петербурге[5]:
  - приз за лучшую женскую роль — Агриппине Стекловой
  - приз за лучшую мужскую роль — Александру Яценко
- Международный фестиваль нового европейского кино «Златната липа» в Болгарии — приз за лучшую женскую роль — Агриппине Стекловой[6]
- Премия Киноакадемии Азиатско-Тихоокеанского региона Asia Pacific Screen Awards[англ.] (APSA) — номинация на премию за лучшую женскую роль — Агриппина Стеклова[7]
- 32-й Международный кинофестиваль в Хайфе — специальный приз жюри[8]
- X фестиваль российских фильмов «Спутник над Польшей» в Варшаве — второй приз[9]